# Antimetabolita
Un antimetabolita è una sostanza che inibisce l'attività dei metaboliti, sostanze che vengono prodotte nelle cellule durante le varie attività biologiche.

## Dettagli
Per la loro analogia strutturale, gli antimetaboliti possono ridurre fino anche a bloccare le attività dei metaboliti normali e naturali delle cellule, provocando degli effetti terapeutici o anche tossici.
Per esempio, sono antimetaboliti alcuni antibiotici, alcuni antivitaminici, alcuni antagonisti del glucosio e degli amminoacidi, alcuni inibitori della sintesi del DNA.

## Applicazioni
A fini terapeutici il concetto di antimetabolita trova larga applicazione in terapia antineoplastica dove sono stati ricercati e studiate una grande quantità di sostanza alcune delle quali hanno dimostrato essere utili, interferendo con il metabolismo della cellula neoplastica, ma anche di quelle normali, nell'inibire l'attività metabolica 'normale' e/o di replicazione delle cellule degenerate.